# Massís del Pedraforca
Massís del Pedraforca är ett berg i Spanien.   Det ligger i provinsen Província de Lleida och regionen Katalonien, i den nordöstra delen av landet, 500 km öster om huvudstaden Madrid. Toppen på Massís del Pedraforca är 2 506 meter över havet, eller 673 meter över den omgivande terrängen. Bredden vid basen är 4,4 km.
Terrängen runt Massís del Pedraforca är bergig norrut, men söderut är den kuperad. Runt Massís del Pedraforca är det mycket glesbefolkat, med 5 invånare per kvadratkilometer. Närmaste större samhälle är Berga, 18,7 km sydost om Massís del Pedraforca. I omgivningarna runt Massís del Pedraforca växer i huvudsak blandskog.